# پروپیلن گلیکول
پروپیلن گلیکول (به انگلیسی: Propylene glycol) با فرمول شیمیایی C۳H۸O۲ یک ترکیب شیمیایی با شناسه پاب‌کم ۱۰۳۰ است. که جرم مولی آن ۷۶٫۰۹ g/mol می‌باشد. 
این نام خلاصه شده ی: مونو پروپیلن گلیکول می‌باشد.

## طرز ساخت 1
پروپیلن گلیکول از آبکافت و به وسیلهٔ پروپیلن اکسید (C3H6O) ساخته می‌شود.
{\displaystyle {\rm {C_{3}H_{6}O+H_{2}O\rightarrow C_{3}H_{6}(OH)_{2}}}}

## طرز ساخت 2
از دی اُل دار کردن پروپن هم میتوان پروپیلن گلیکول ساخت (روش های دی اُل دار کردن هم پتاسیم پرمنگنات در محیط سرد و بازی ، اسمیم تتروکسید در محیط پریدین و NMO ، یا اپوکسید دار کردن و سپس حلال پوش کرد)

## موارد استفاده
- کاربرد به عنوان حلال در دارو مثلاً دیازپام در آب حل نمی‌شود
- کاربرد به عنوان افزودنی‌های غذایی
- کاربرد به عنوان مایه خنک‌کننده (ضدیخ) در موتور یا مایع ضدیخ بروی هواپیما De-ice
- کاربرد به عنوان روغن هیدرولیک در سیستم‌های هیدرولیک
- کاربرد به عنوان مواد دودزا در ماشین‌های دودزا Fog machine
- کاربرد به عنوان تغریز کننده، پاک کننده، ضدعفونی‌کننده در صنایع آرایشی و بهداشتی
- کاربرد به عنوان مونومر در تهیه رزین‌های پلی استری

## چرا از پروپیلن گلیکول در مواد غذایی استفاده می‌شود؟
از پروپیلن گلیکول اغلب در غذاهای آماده برای حفظ رطوبت و کیفیت طعم و نگهداری بالا استفاده می‌شود. همچنین به عنوان طعم دهنده در عصاره‌های وانیل یا بادام، و ماده رنگی در برخی از مواد غذایی استفاده می‌شود.

### کاربرد در عطر
بی رنگ و بی بو: در عطر مایعی بی رنگ و بی بو است، بنابراین فیکساتور و حلال محبوب در عطرها و اسپری های بدن است.
مولکول های عطر را پیوند می دهد: به عنوان یک تثبیت کننده موثر در عطرها نیز عمل می کند. توانایی آن در حفظ دمای بالا و ژل با سایر مواد، آن را به یک چسب عالی برای محصولات مختلف تبدیل می کند.
حلال و تثبیت کننده: به طور کامل در آب حل می شود. به دلیل خاصیت مرطوب کنندگی، بوی عطر را برای مدت طولانی حفظ می کند.

## تولیدکنندگان مونو پروپیلن گلایکول
از بزرگترین تولیدکنندگان این ماده در جهان می‌توان به شرکت‌های Dow Chemical Company و BASF آلمان و LyondellBasell Industries هلند و گروه SK کره جنوبی اشاره کرد.
همچنین تنها تولیدکننده این ماده در خاورمیانه و ایران، شرکت صنایع شیمیایی کیمیاگران امروز می‌باشد.